# Бабин Поток (Прокупље)
Бабин Поток је насељено место града Прокупља у Топличком округу. Према попису из 2022. било је 547 становника (према попису из 1991. било је 686 становника).
Бабин Поток има једну школу, до 4. разреда.

## Демографија
У насељу Бабин Поток живи 526 пунолетних становника, а просечна старост становништва износи 38,3 година (38,2 код мушкараца и 38,3 код жена). У насељу има 190 домаћинстава, а просечан број чланова по домаћинству је 3,55.
Ово насеље је великим делом насељено Србима (према попису из 2002. године).
|  |

| Демографија | Демографија | Демографија |
| Година      | Становника  | Становника  |
| ----------- | ----------- | ----------- |
| 1948.       | 536         |             |
| 1953.       | 594         |             |
| 1961.       | 633         |             |
| 1971.       | 645         |             |
| 1981.       | 655         |             |
| 1991.       | 686         | 680         |
| 2002.       | 674         | 688         |

| Етнички састав према попису из 2002.‍ | Етнички састав према попису из 2002.‍ | Етнички састав према попису из 2002.‍ | Етнички састав према попису из 2002.‍ | Етнички састав према попису из 2002.‍ |
| ------------------------------------ | ------------------------------------ | ------------------------------------ | ------------------------------------ | ------------------------------------ |
|                                      |                                      |                                      |                                      |                                      |
| Срби                                 | Срби                                 |                                      | 653                                  | 96,88%                               |
| Роми                                 | Роми                                 |                                      | 19                                   | 2,81%                                |
| непознато                            | непознато                            |                                      | 2                                    | 0,29%                                |

| Година пописа     | 1948. | 1953. | 1961. | 1971. | 1981. | 1991. | 2002. |
| ----------------- | ----- | ----- | ----- | ----- | ----- | ----- | ----- |
| Број домаћинстава | 82    | 102   | 125   | 141   | 163   | 172   | 190   |

| Број чланова      | 1  | 2  | 3  | 4  | 5  | 6  | 7 | 8 | 9 | 10 и више | Просек |
| ----------------- | -- | -- | -- | -- | -- | -- | - | - | - | --------- | ------ |
| Број домаћинстава | 29 | 36 | 29 | 46 | 17 | 23 | 5 | 3 | 1 | 1         | 3,55   |

| Пол    | Укупно | Неожењен/Неудата | Ожењен/Удата | Удовац/Удовица | Разведен/Разведена | Непознато |
| ------ | ------ | ---------------- | ------------ | -------------- | ------------------ | --------- |
| Мушки  | 282    | 66               | 191          | 20             | 2                  | 3         |
| Женски | 272    | 35               | 196          | 37             | 2                  | 2         |
| УКУПНО | 554    | 101              | 387          | 57             | 4                  | 5         |

| Пол    | Укупно                    | Пољопривреда, лов и шумарство | Рибарство                            | Вађење руде и камена | Прерађивачка индустрија       |
| ------ | ------------------------- | ----------------------------- | ------------------------------------ | -------------------- | ----------------------------- |
| Мушки  | 151                       | 44                            | 0                                    | 0                    | 48                            |
| Женски | 84                        | 39                            | 0                                    | 0                    | 23                            |
| УКУПНО | 235                       | 83                            | 0                                    | 0                    | 71                            |
| Пол    | Производња и снабдевање   | Грађевинарство                | Трговина                             | Хотели и ресторани   | Саобраћај, складиштење и везе |
| Мушки  | 7                         | 6                             | 8                                    | 0                    | 5                             |
| Женски | 0                         | 0                             | 6                                    | 1                    | 0                             |
| УКУПНО | 7                         | 6                             | 14                                   | 1                    | 5                             |
| Пол    | Финансијско посредовање   | Некретнине                    | Државна управа и одбрана             | Образовање           | Здравствени и социјални рад   |
| Мушки  | 0                         | 1                             | 8                                    | 2                    | 5                             |
| Женски | 0                         | 2                             | 1                                    | 3                    | 5                             |
| УКУПНО | 0                         | 3                             | 9                                    | 5                    | 10                            |
| Пол    | Остале услужне активности | Приватна домаћинства          | Екстериторијалне организације и тела | Непознато            | Непознато                     |
| Мушки  | 2                         | 0                             | 0                                    | 15                   | 15                            |
| Женски | 3                         | 0                             | 0                                    | 1                    | 1                             |
| УКУПНО | 5                         | 0                             | 0                                    | 16                   | 16                            |